# Divo (artista)
Divo o diva, según la RAE, es un «artista, en especial cantante de ópera, de gran mérito y fama, que sobresale o destaca entre otros», que es muy admirado.

## Apreciación
Es un término muy subjetivo, que aunque puede tener una explicación y clasificación técnica, no todos nosotros tenemos la misma percepción sobre ello.

## Artista
Un divo o diva, es «el exponente del arte». Por definición, artista es quien práctica el arte. La palabra «artista proviene del latín» “ars” y la definición más antigua conocida de ese término se debe a Platón, que aseguraba que el artista es un “hombre Dios”; más tarde Friedrich Schelling y Martin Heidegger aportaron a su estudio una definición de artista un poco “romántica”, la misma decía que el arte se conseguía cuando se rompía el silencio del ser y se comunicaba el sentido de nuestra existencia al mundo. Cuando nosotros decimos la palabra “arte” o “artista” necesariamente siempre involucramos estos términos con las artes plásticas pero el arte no se presentó primeramente allí; antes de que la pintura y escultura nacieran, ya se practicaba la música y el canto.

### Características que reúne un/a artista
La definición de artistas más osada que atribuyó Platón fue la de locura divina; en aquella época se hablaba de dos tipos de locura: la psicópata y la teópata; la primera como debemos suponer, se refería a las enfermedades mentales que padecían los seres humanos. Pero la segunda, hacía alusión a la enfermedad de los creadores, de los místicos, de los poetas y filósofos, es decir, de los artistas; Platón aseguraba que para ser artista era necesario padecer esta “locura divina” ya que mediante la alteración de un estado mental normal causado por la “divinidad”, el hombre era capaz de crear valores inmensurables. La locura divina de los artistas lograba que éstos se purificaran, liberaran y tomaran los conceptos de cuero y alma para realizar sus obras.
Pero la definición de artista engloba mucho más; se afirma que los poetas son artistas y sus técnicas para escribir son tomadas como “habilidades”; pero para que un poeta sea de “buena casta” debía tener inspiración, y esta se adquiría de las musas. También tenemos al artista bíblico, aunque ya extinguido actualmente, en época de antaño este cantaba y bailaba oraciones y fue éste quien imponía la idea de que el buen artista debía imitar a Dios, es decir, tenía que: crear de la nada y ordenar, ablandar corazones, inspirar mentes, imponer leyes, fórmulas, materiales y medidas. La definición de artista más moderna establece que éste debe asumir su propia responsabilidad y dar cuenta de sus acciones como cualquier hombre, la misma surge por el abuso que éstos gozaban como si estuviesen más allá del bien y del mal. Los artistas cuentan con dones especiales, se los considera carismáticos y sus funciones siempre están destinadas al bien común; comúnmente se cree que todos necesitamos de ellos, incluso las grandes instituciones religiosas de lo contrario éstas serían meras funcionarias de la palabra. Existe una diferencia fundamental entre el artista sacro y el religioso; el primero se fija en un tema y los pone a servicio de su Iglesia, para muchos esto no es válido debido a que los verdaderos artistas no limitan su campo de acción. El artista religioso puede tocar temas de la fe católica pero siempre estará en contraste con la forma histórica ya que no es simplemente un portavoz de la institución.

### Actualidad
La definición de artista nos dice que estos amantes del arte han sufrido diferentes cambios a lo largo de la historia de la humanidad pero que cada uno de estos cambios los ha influenciado de manera favorable. Hoy se espera cada vez más del arte, en especial si éste es un reflejo despiadado de un mundo trastornado; la concepción moderna del “artista” agrupa conceptos tales como mundos desvelados, gente que se expresa libre de manifestaciones ideológicas y autoritarias. Antes el artista tenía la concepción de ¡¡“La fealdad es la muerte, la belleza la vida”, esto ya no rige; el artista es auténtico, íntimo en relación al arte, pero al mismo tiempo tiene la capacidad de asociarse con la comunidad y sus creencias. El artista es quien lleva a la sociedad a descubrir las potencialidades que el ser humano encierra en sí mismo, es quien les dice a los individuos que poseen algo muy valioso que no debe ser reprimido. Como aseguraba Platón, el artista es un “hombre dios”.